# Thái An, Miêu Lật

Vị trí tại Miêu Lật

Thái An (tiếng Trung: 泰安鄉; bính âm: Tài'ān Xiāng) là một hương (xã) của huyện Miêu Lật, tỉnh Đài Loan, Trung Hoa Dân Quốc (Đài Loan). Hương nằm trên địa hình đồi núi và có tiếng với ngành du lịch nghỉ dưỡng tại các suối nước nóng. Tổng diện tích của Thái An là 614,5936 km², dân số vào tháng 8 năm 2011 là 5.925 người thuộc 1.950 hộ gia đình, mật độ cư trú đạt 9,6 người/km².Khoảng một phần ba cư dân của hương là thổ dân Đài Loan.